# Arado V.1
Dimensions
L'Arado V.1 est un avion de transport allemand de l'entre-deux-guerres. 
Répondant à un appel d’offres de Lufthansa pour un avion postal à long rayon d’action, il s'agissait d'un monoplan monomoteur à aile haute contreventée et train classique fixe sans essieu. Il était aménagé pour 2 pilotes en poste fermé, installés juste en avant du bord d'attaque de l'aile, au-dessus d'une cabine mesurant 2,20 m de long, 1,35 m de large et 1,90 m de haut (plus un compartiment à bagages de 0,95*1,30*1,70 m), qui pouvait recevoir 4 passagers ou 915 kg de fret.
Exposé au Salon de Berlin en octobre 1928, l’unique Arado V.1 (c/n 47) fut immatriculé [D-1594] et servit à défricher les routes internationales de la compagnie allemande. Il effectua en particulier une liaison Berlin/Séville (2 600 km) en une quinzaine d’heures le 7 septembre 1929, avant de relier Berlin à Constantinople en 11 heures le 25 octobre suivant. Le 16 novembre 1929 la liaison Berlin/Ténériffe fut encore effectuée par le V.1, mais au retour, le 19 décembre, l’avion s’écrasa près de Wustrau-Neuruppin et prit feu. DLH se désintéressa alors de l’avion et le second prototype (V.1a c/n 55) mis au rebut sans avoir été achevé. 